# Лицарська поезія
Лицарська поезія — один з найяскравіших виразів світогляду, виробленого лицарством і змінив собою суворіший і грубий дух власне феодального періоду, є поезія провансальських трубадурів (див. Провансальська література), що перейшла потім в сусідні країни. В Іспанії трубадури мали підтримку, особливо після того, як принцеса прованська стала дружиною герцога барселонського Беренгара (1113). Барселона і, трохи пізніше, Сарагоса робляться збірними пунктами трубадурів і головними осередками лицарської поезії; іспанські (каталонські) поети починають наслідувати провансальським, і до XVI століття їх творчість, навіть мова перебувають під сильним впливом провансальської поезії; їх любовні вірші відображають лицарський культ жінок навіть в таку пору, коли лицарство вже втратило своє значення і майже виродилося. Лицарі, особи знатного походження, навіть королі не соромилися в Іспанії виступати в ролі поетів і співаків, охоче називаючи себе трубадурами. В Італії лицарська поезія вплинула на поетів болонської школи, Гвідо Гвінічеллі і Гвідо Кавальканті, а через їх посередництво — і на самого Данте, як автора «Vita nuova».

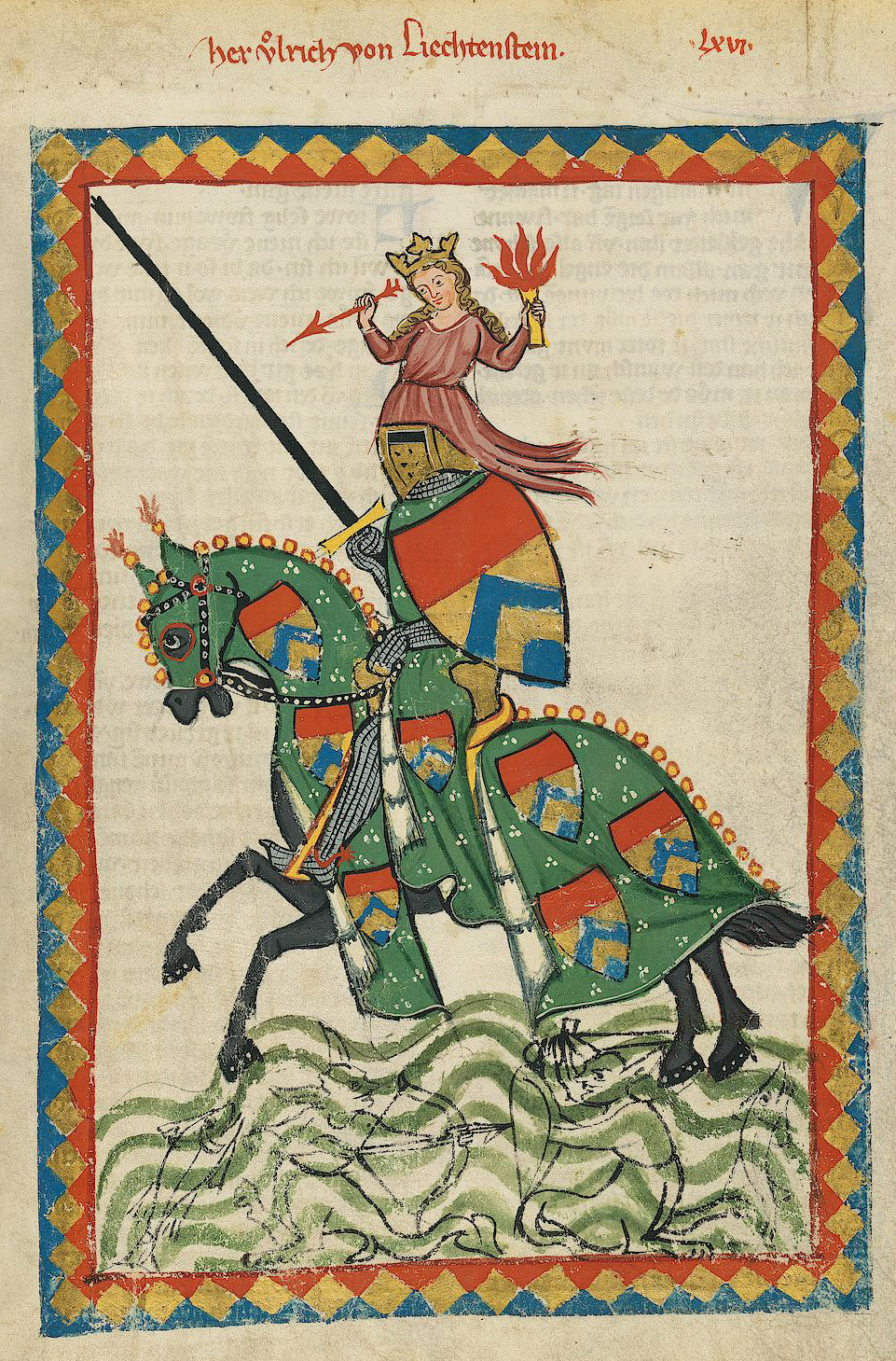
Ульріх фон Ліхтенштейн в Манесському кодексі

У Німеччині лицарська поезія створилася із злиття тубільних народних мотивів, які отримали нову обробку, з відлунням провансальської поезії. Творчість німецьких міннезінгерів, з яких першим за часом вважається лицар Кюренберґ, уродженець Нижньої Австрії, стало яскравим відображенням лицарства. Близько середини XII століття заняття поезією складає вже як би привілей лицарів, у тому числі інші, наприклад Генріх фон Фельдеке, Генріх фон Морунген, Рейнмар фон Бренненберг набувають почесне ім'я.
Поступово твори міннезінгерів все більш переймаються лицарським духом; на початку поезія кохання до жінки і захоплення її красою, розумом і добрим серцем вбирається ще в порівняно природну форму, досить близьку до прийомів і образів народної лірики, але скоро переходить у захоплений культ жінки. Творчість стає витонченішою, художньою, зате іноді занадто страждає штучністю тону і різного роду умовностями. Не всі види лицарської поезії, що склалися в Провансі, перейшли на німецький ґрунт; марно стали б ми шукати серед творів міннезінгерів чого-небудь рівного за силою найкращим сірвентам.

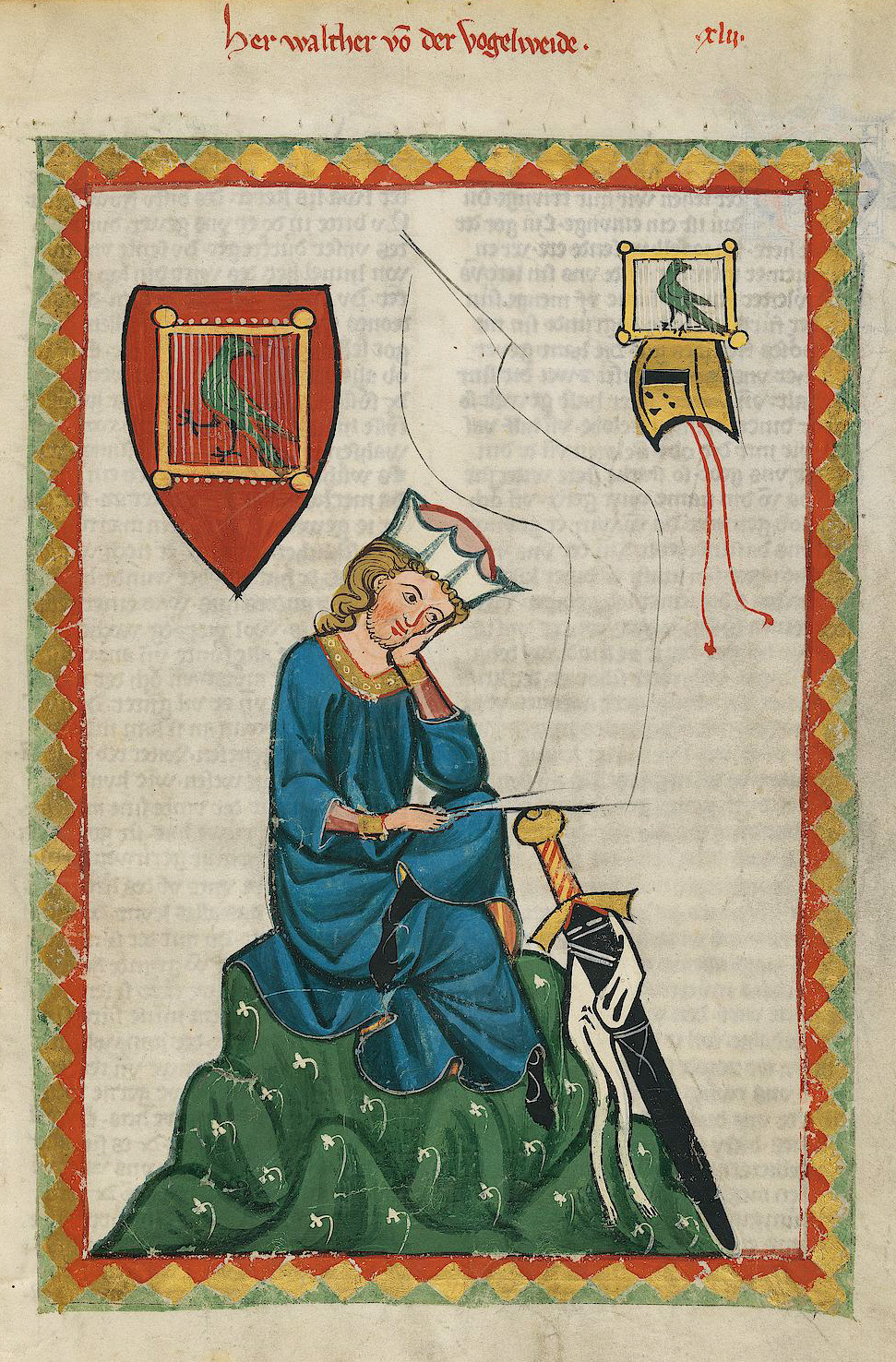
Вальтер фон дер Фогельвейде (Гейдельбергський рукопис, XIV ст.)

Виняток становить знаменитий поет XIII ст., лицар Вальтер фон дер Фогельвейде, що чуйно відгукувався на всі події його епохи, збуджуючи народний ентузіазм під час одного з хрестових походів, який громив політичні претензії Риму і відстоював самобутність німецьких держав. Поряд з цим Вальтер відводить велике місце любовному і галантному елементу, оспівуючи, під ім'ям Гільдеґунди, даму свого серця, в його піснях позначаються як відгомони провансальської лірики, так і вплив старої народної творчості.
З інших продуктів лицарської поезії в Німеччині слід відзначити твори  Ульріха фон Ліхтенштейна (XIII ст.): «Der Frauendienst» і «Das Frauenbuch». Багато перебачивший на своєму віку лицар розповідає тут про різноманітні, іноді надзвичайних подвиги, нібито скоєні ним на честь дами свого серця. У «Frauendienst» вставлено 58 окремих пісень, написаних красивою, поетичною мовою.
У міру того, як німецьке лицарство приходило в занепад і вироджувалася, втрачала колишній сенс і лицарська поезія, що культивувалася міннезінгерами. Ця поезія, втім, пережила лицарство; останні міннезінгери жили у XV ст. і один з них, Освальд фон Волькенштейн, зробив безнадійну спробу оживити лицарську поезію, що прийшла в занепад, повернути їй колишній блиск, після того, як під рукою таких поетів, як лицар Штейнмар, вона, мабуть, стала вироджуватися. Змінила лицарську поезію в Німеччині поезія мейстерзінгериів, яка запозичила окремі прийоми і образи у мінезингерів, хоча і носила інше забарвлення.
Загалом, лицарська поезія досить яскраво й виразно відбила один з елементів, що входили до складу лицарського ідеалу — служіння дамі серця, ласкаве слово і навіть погляд якої може ощасливити людину, — між тим, як у лицарському романі ясно позначився геройський, бойовий характер лицарства.